# ویلار دورا
ویلار دورا (به ایتالیایی: Villar Dora) یک کومونه در ایتالیا است که در استان تورین واقع شده‌است. ویلار دورا ۵٫۶ کیلومتر مربع مساحت و ۲٬۹۵۱ نفر جمعیت دارد و ۳۶۷ متر بالاتر از سطح دریا واقع شده‌است.